# 虎皮花属
虎皮花属（学名：Tigridia）是鸢尾科下的一个属。该属共有约12种，产于南美。